# Кеті Стедінґ
Кеті Стедінґ (англ. Katy Steding, 11 грудня 1967) — американська баскетболістка.
Олімпійська чемпіонка 1996 року.
Переможниця літньої універсіади 1991 року.